# České nebe
České nebe je poslední divadelní hra z repertoáru Divadla Járy Cimrmana s podtitulem Cimrmanův dramatický kšaft. Autory jsou Zdeněk Svěrák a Ladislav Smoljak, jako spoluautor je uváděn také fiktivní český vynálezce, filosof a dramatik Jára Cimrman. Hra měla premiéru 28. října 2008 v Žižkovském divadle Járy Cimrmana v Praze.
Do 30. června 2009 se uskutečnilo celkem 180 představení.

## Obsah hry
Stejně jako většina ostatních představení Divadla Járy Cimrmana, je i představení České nebe složeno ze dvou částí – série odborných referátů, týkajících se života a díla Járy Cimrmana a v druhé části pak ucelenějšího zpracování některého jeho díla.
Tato hra je uvozena následujícími semináři (v závorce je název postavy, kterou zpravidla příslušný přednášející ztvárňuje po přestávce):
1. Nález hry České nebe (J. A. Komenský)
2. Dymokurské období (Svatý Václav)
3. Zapíraný český vojevůdce (Babička)
4. Nebásnické jméno (K. H. Borovský)
5. Flaška a Krabice (Babička, Radecký)
6. Rukopisné padělky (J. A. Komenský)

Následuje vlastní hra, která popisuje zasedání české nebeské komise v době první světové války. Řídícím je svatý Václav, který se rozhodl komisi rozšířit ze tří členů (Svatý Václav, Komenský, Praotec Čech) na šest. Postupně mezi sebe přijmou K. H. Borovského, J. Husa a babičku Boženy Němcové. Musí se rozhodnout, jaký zaujmou postoj k B. Smetanovi, K. Sabinovi, ale také k českým vojákům, kteří dezertovali z rakouské armády k československým legiím.

## Obsazení
Současné obsazení je uvedeno tučně, předchozí obsazení kurzívou.
| Role           | Role                    | Herci                                                                          |
| Úvodní seminář | Hra                     | Herci                                                                          |
| -------------- | ----------------------- | ------------------------------------------------------------------------------ |
| přednášející   | Jan Amos Komenský       | Zdeněk Svěrák 1 2 3 4 6 7, Miloň Čepelka 5 8 Ladislav Smoljak † 1 2 3          |
| –              | Praotec Čech            | Jan Hraběta 1 2 4 5 6 7 8 Jan Kašpar † 3 4, Andrej Krob                        |
| přednášející   | Svatý Václav            | Petr Brukner 1 2 3 4 5 6 8, Petr Reidinger 1 2 3 7                             |
| –              | Jan Hus                 | Miroslav Táborský 6 7 8 Jaroslav Weigel † 1 2 4, Bořivoj Penc † 3 4 5          |
| přednášející   | Babička                 | Marek Šimon 1 2 3 4 5 7 8, Miloň Čepelka 1 2 3 4 5 6                           |
| přednášející   | Karel Havlíček Borovský | Robert Bárta 1 2 3 4 5 7 8, Genadij Rumlena 1 3 4 6                            |
| –              | Miroslav Tyrš           | Michal Weigel 1 2 4 6 8, Zdeněk Škrdlant 3 5 7                                 |
| přednášející   | Josef Václav Radecký    | Petr Reidinger 2 6, Genadij Rumlena 7 8 Václav Kotek † 1 2 3 4, Bořivoj Penc † |

V představení měli původně roli Josefa Václava Radeckého hrát Pavel Vondruška a Josef Koudelka. Pavel Vondruška však kvůli své paměti ve hře hrát nakonec odmítl a Josef Koudelka byl z divadla vyhozen.
V době, kdy ještě žil Ladislav Smoljak, bylo (z důvodu jeho zdravotních problémů) jiné obsazení ve hře a jiné v semináři. Tato situace nastala i v případě zde zmíněné 4. alternace 4 (s tím rozdílem, že Zdeňka Svěráka nikdo nealternoval).
1 – alternace z desky Supraphonu (2008) – pouze v semináři: Ladislav Smoljak, Petr Reidinger, Miloň Čepelka a Genadij Rumlena
2 – alternace z audiovizuální nahrávky ČT (2010) – pouze v semináři: Ladislav Smoljak, Petr Reidinger, Miloň Čepelka, Genadij Rumlena a Václav Kotek
3 – alternace z audiovizuální nahrávky ČT (2010) – pouze v semináři: Zdeněk Svěrák, Petr Brukner, Marek Šimon a Robert Bárta
4 – alternace z představení České nebe: 45 let Divadla Járy Cimrmana (2012) – pouze v semináři: Jan Hraběta, Bořivoj Penc, Marek Šimon a Robert Bárta
5 – alternace z úryvku předvedeném v představení Psaní do nebe (2017)
6 – alternace z audionahrávky kolující po webu
7 – alternace z audiovizuální nahrávky kolující po webu (2023)
8 – alternace z audiovizuální nahrávky kolující po webu (2024)

## Nahrávky
Dne 16. října 2009 vyšla zvuková nahrávka představení na CD, která získala platinovou desku. DVD, které obsahuje dva záznamy představení (se Smoljakem i Svěrákem v roli Komenského) a dokument o uvedení hry Záskok na scéně Národního divadla v prosinci 1997, vyšlo na podzim roku 2010 a získalo také platinové ocenění za 110 000 prodaných nosičů.